# Walter Map
Walter Map (Gualterius Mappus en latín; c. 1130-5 - c. 1210) fue un historiador medieval inglés, conocido por su colección de anécdotas De nugis curialium (Sobre las minucias de los cortesanos). 

## Vida
Map se declara galés, aunque en realidad provenía de Herefordshire, un condado cercano a Gales. Estudió en la Universidad de París entre 1150 y 1162 y conoció a Thomas Becket antes de 1162, probablemente cuando ambos vivían en Francia. 
Tras regresar a Inglaterra, fue cortesano del rey Enrique II de Inglaterra, que lo envió a la corte de Luis VII de Francia y ante el papa Alejandro III. Representó al rey inglés en el Tercer Concilio Lateranense en 1179, donde dialogó con una delegación de Valdenses. En este viaje permaneció con Enrique I de Champaña, que por entonces iba a emprender su último viaje al Este. Walter Map fue titular de una prebenda en Lincoln (Inglaterra), canónigo de San Pablo y, en 1196, archidiácono de Oxford. 
Murió el 1 de abril de 1200 o 1201.

## Obra
La única obra que sobrevive de este autor es De nugis curialium (Sobre las minucias de los cortesanos), una colección inconclusa y bastante desorganizada de anécdotas y trivialidades, chismorreos de la corte y un poco de verdadera historia, escrita con vena satírica.
Map compuso la mayor parte de la obra a comienzos de la década de 1180 y añadió posteriormente algunas secciones, como el epílogo (compuesto en 1191). Se conserva una sola copia manuscrita de la obra, efectuada en el siglo XIV.
Una sección de la obra, en la que Map ataca el matrimonio, circuló como un tratado independiente, con el título de Disuasión de Valerio al filósofo Rufino de que no tome esposa. La obra se atribuye de forma apócrifa en ocasiones a san Jerónimo. Se trata, en opinión de su traductor al español, «de una de las sátiras antifeministas más brillantes de la Edad Media».
Junto a William de Newburgh, Map recogió algunas historias medievales sobre revenants (muertos que vuelven de la tumba). Igualmente, narró por primera vez para Occidente la leyenda de la cabeza engendrada en una tumba.
Se le han atribuido otras obras, como el ciclo Lanzarote-Grial, pero esto viene contradicho por evidencias internas. Algunos eruditos han sugerido que escribió un romance perdido que fue la fuente del ciclo. También se le atribuye poesía goliárdica, incluyendo la obra satírica Discipulus Goliae episcopi de grisis monachis ("Confesiones del sacerdote Goliat"), en la que ataca las corrupciones eclesiásticas, con un clérigo protagonista brutal.